# Index PX

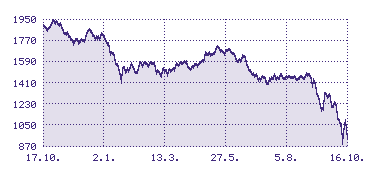
Vývoj indexu PX v letech 2007 a 2008.

Index PX je oficiální index Burzy cenných papírů Praha. První výpočet indexu PX se uskutečnil 20. března 2006, kdy se stal nástupcem indexů PX 50 a PX-D. Tento akciový index slouží jako základní a lehce nepřesný ukazatel vývoje českého akciového trhu. Slouží však i jako finanční instrument.
Příbuzné jsou index PX-TR a PX-TRnet, které na rozdíl od indexu PX zohledňují také dividendy.

## Charakteristika indexu PX
Index vznikl 20. března 2006 jako nástupce předchozích indexů PX 50 a PX-D. Proto u něj nebyla určena nová počáteční hodnota, ale svou hodnotu převzal od indexu PX 50, na který plynule navázal.
Výpočet indexu PX 50 byl zaveden ve shodě s metodologií IFC (International Finance Corporation) doporučenou pro tvorbu indexů na vznikajících trzích. Počátečním dnem výpočtu indexu se stal 5. duben 1994, k němuž byla sestavena báze obsahující 50 nejvýznamnějších akciových emisí a nastavena výchozí hodnota indexu na 1 000 bodů.
Index PX je vážený podle tržní kapitalizace, čím je tedy společnost v něm obsažená větší, tím větší podíl v něm má. Index PX je indexem cenovým a výplaty dividend nebo jiných výnosů jeho výpočet neovlivňují (až na výjimečné případy).
Báze indexu se aktualizuje 4× ročně. Administrátorem indexu je Burza cenných papírů Praha.

## Historické hodnoty
Svého historického minima zatím dosáhl 8. října 1998 po ruské finanční krizi s hodnotou 316 bodů; další nízkou hodnotou pak bylo 320 bodů 17. září 2001, následek teroristických útoků 11. září. Hodnotu 1000 bodů poprvé překonal 19. listopadu 2004. Nejblíže k 2000 bodů se dostal 29. října 2007, kdy dosáhl hodnoty 1936 bodů. Po vypuknutí světové finanční krize spadl nejníže 18. února 2009 na 628 bodů. Hodnota indexu 2000 byla následně pokořena až v roce 2025.
| rok     |
| maximum |
| minimum |
| ------- |

| 1994 | 1995 | 1996 | 1997 | 1998 | 1999 | 2000 | 2001 | 2002 | 2003 | 2004 | 2005 | 2006 | 2007 | 2008 | 2009 | 2010 | 2011 | 2012 | 2013 | 2014 | 2015 | 2016 | 2017 | 2018 | 2019 | 2020 | 2021 | 2022 | 2023 | 2024 |
| ---- | ---- | ---- | ---- | ---- | ---- | ---- | ---- | ---- | ---- | ---- | ---- | ---- | ---- | ---- | ---- | ---- | ---- | ---- | ---- | ---- | ---- | ---- | ---- | ---- | ---- | ---- | ---- | ---- | ---- | ---- |
| 1245 | 587  | 582  | 629  | 517  | 526  | 691  | 515  | 479  | 659  | 1032 | 1478 | 1626 | 1936 | 1808 | 1195 | 1315 | 1275 | 1041 | 1066 | 1046 | 1058 | 954  | 1083 | 1140 | 1119 | 1142 | 1426 | 1482 | 1421 | 1762 |
| 541  | 387  | 438  | 459  | 316  | 333  | 410  | 320  | 388  | 460  | 662  | 1051 | 1167 | 1565 | 700  | 628  | 1093 | 843  | 859  | 853  | 901  | 846  | 819  | 924  | 978  | 989  | 690  | 1029 | 1114 | 1207 | 1419 |

## Báze indexu PX
Seřazeno dle podílu emise na tržní kapitalizaci báze, který v době aktualizace indexu nesmí přesáhnout 20 % (do března 2011 pak 25 %).
- Erste Group Bank (ISIN: AT0000652011)
- Komerční banka (ISIN: CZ0008019106)
- ČEZ (ISIN: CZ0005112300)
- Moneta Money Bank (ISIN: CZ0008040318) - od 20.6.2016
- Vienna Insurance Group (ISIN: AT0000908504)
- Colt CZ Group (ISIN: CZ0009008942) - od 21.12.2020[10]
- Philip Morris ČR (ISIN: CS0008418869)
- Doosan Škoda Power (ISIN: CZ1008000310)- od 24.3.2025[11]
- Kofola ČeskoSlovensko (ISIN: CS0009000121) - od 21.3.2016[12]
- Gevorkyan (ISIN: SK1000025322) - od 18. 3. 2024[13]
- Primoco UAV (ISIN: CZ0005135970) - od 18. 3. 2024[13]
- Photon Energy (ISIN: NL0010391108) - od 22.3.2021[14]

### Bývalé součásti
- Pilulka lékárny (ISIN - CZ0009009874) – od 21. 3. 2022[15] do 18. 12. 2023[16]
- Avast (ISIN: GB00BDD85M81) - od 18.6.2018 do 18. 3. 2022[15]
- O2 Czech Republic (ISIN: CZ0009093209) – do 18. 3. 2022[15]
- SAB Finance (ISIN: CZ0009009940) - od 22.3.2021[14]
- Stock Spirits Group (ISIN: GB00BF5SDZ96) - od 20.12.2013[17]
- PFNonwovens (ISIN: LU0275164910) - do 20.12.2020[10]
- Central European Media Enterprises (ISIN: BMG200452024) - do 8.10.2020[18]
- Fortuna (ISIN: NL0009604859) - od 20.12.2010[19] do 19.3.2018[20]
- Unipetrol (ISIN: CZ0009091500) - do 24.9.2018
- NWR (ISIN: GB00B42CTW68) - do 20.6.2016
- PLG (ISIN: CZ0005124420) - od 22.9.2014[21]
- ORCO (ISIN: LU0122624777) - do 19.9.2014
- Tatry mountain resorts (ISIN: SK1120010287) - do 20.6.2014
- AAA Auto (ISIN: NL0006033375) - do 23.6.2013[22]
- KITD (ISIN: US4824702009) - do 26.10.2012 [23] od 22.3.2010[24]
- ECM (ISIN: LU0259919230) - vyřazeno od 20.6.2011[25]
- Zentiva (ISIN: NL0000405173) - vyřazeno od 28.4.2009[26]

#### PX 50
- Severočeské doly (ISIN: CZ0005102350) - vyřazeno od 2.1.2006[27]
- SČ energetika (ISIN: CZ0005078055) - vyřazeno od 2.1.2006[27]
- STČ energetická (ISIN: CZ0005078253) - vyřazeno od 2.1.2006[27]
- SSŽ (ISIN: CS0005022854) - vyřazeno od 2.1.2006[27]
- Paramo (ISIN: CZ0005091355) - vyřazeno od 2.1.2006[27]
- Česká pojišťovna (ISIN: CZ0008002755) - vyřazeno v roce 2005
- České Radiokomunikace (ISIN: CZ0009054607) - vyřazeno v roce 2005
- SM energetika (ISIN: CZ0005078352) - vyřazeno v roce 2005
- Sokolovská uhelná (ISIN: CZ0005103952) - vyřazeno v roce 2005
- Kablo Elektro (ISIN: CS0005034156) - vyřazeno v roce 2004
- PVT (ISIN: CS0008416251) - vyřazeno v roce 2004
- Nová huť (ISIN: CZ0005098251) - vyřazeno v roce 2004[28]
- Živnostenská banka (ISIN:CZ0008002557) - vyřazeno v roce 2003[29]
- Kablo Kladno - vyřazeno v roce 2003[30]
- Slezan Frýdek-Místek - vyřazeno v roce 2003[30]
- ŽĎAS (ISIN:CS0005031152) - vyřazeno v roce 2003[30]
- Metrostav (ISIN:CZ0005006502) - vyřazeno v roce 2003[30]
- Česká zbrojovka (ISIN:CS0005029156) - vyřazeno v roce 2003[31]
- Finop holding (ISIN: CZ0008418001) - vyřazeno v roce 2003[31]
- Jihomoravská energetika (ISIN:CZ0005077958) - vyřazeno v roce 2003[31]
- Jihomoravská plynárenská (ISIN:CZ0005078956) - vyřazeno v roce 2003[31]
- Moravské naftové doly (ISIN:CS0008449658) - vyřazeno v roce 2003[31]
- OKD (ISIN:CZ000510065) - vyřazeno v roce 2003[31]
- Pražské služby (ISIN:CZ0009055158) - vyřazeno v roce 2003[31]
- Severomoravská plynárenská (ISIN:CZ0005084459) - vyřazeno v roce 2003[31]
- Spolchemie (ISIN:CZ0005092858) - vyřazeno v roce 2003[31]
- ŽS Brno (ISIN:S0005028554) - vyřazeno v roce 2003[31]
- Aliachem (ISIN:CZ0005112607) - vyřazeno v roce 2002[32]
- Česká spořitelna (ISIN:CZ0008023801) - vyřazeno v roce 2002[32]
- JČ energetika (ISIN:CZ0005077057) - vyřazeno v roce 2002[32]
- Metalimex (ISIN:CS0008412458) - vyřazeno v roce 2002[32]
- Pražská energetika(ISIN:CZ0005078154) - vyřazeno v roce 2002[32]
- Pražská teplárenská (ISIN:CS0008439659) - vyřazeno v roce 2002[32]
- SM energetika (ISIN:CZ0005078352) - vyřazeno v roce 2002[32]
- Spolana (ISIN:CS0008424958) - vyřazeno v roce 2002[32]
- SSŽ (ISIN:CS0005022854) - vyřazeno v roce 2002[32]
- Stock Plzeň (ISIN:CS0008418554) - vyřazeno v roce 2002[32]
- Třinecké železárny (ISIN:CS0005010552) - vyřazeno v roce 2002[32]
- VČ energetika (ISIN:CZ0005076950) - vyřazeno v roce 2002[32]
- ZČ energetika (ISIN:CZ0005077354) - vyřazeno v roce 2002[32]
- ETA (ISIN:CS0005005156) - vyřazeno v roce 2002[33]
- Holcim Česko (ISIN:CZ0008419256) - vyřazeno v roce 2002[33]
- Plzeňská teplárenská (ISIN:CZ0005077453) - vyřazeno v roce 2002[33]
- Pražská plynárenská (ISIN:CZ0005084350) - vyřazeno v roce 2002[33]
- Pražské pivovary (ISIN:CZ0005111054) - vyřazeno v roce 2002[33]
- Setuza (ISIN:CZ0008460052) - vyřazeno v roce 2002[33]
- Severočeská plynárenská (ISIN:CZ0005092452) - vyřazeno v roce 2002[33]
- Středočeská plynárenská (ISIN:CZ0005078659) - vyřazeno v roce 2002[33]
- Východočeská plynárenská (ISIN:CZ0005092551) - vyřazeno v roce 2002[33]
- WIENERBERGER CP (ISIN:CS0008415857) - vyřazeno v roce 2002[33]
- IVAX - CR (ISIN:CZ0005096859) - vyřazeno v roce 2002[33]
- Teplárny Brno (ISIN:CS0008452157) - vyřazeno v roce 2002[33]
- Teplárna České Budějovice (ISIN:CZ0005083550) - vyřazeno v roce 2002
- ČS. plavba labská (ISIN:CS0008203550) - vyřazeno v roce 2001[34]
- Chlučan. ker. záv. (ISIN: CS0008443958) - vyřazeno v roce 2001[34]
- Jihoč. plynárenská (ISIN: CZ0005078857) - vyřazeno v roce 2001[34]
- Lafarge cement (ISIN: CZ0008418951) - vyřazeno v roce 2001[34]
- United Energy (ISIN: CS0008458659) - vyřazeno v roce 2001[34]
- Zápč. plynárenská (ISIN: CZ0005078758) - vyřazeno v roce 2001[34]
- ZVVZ (ISIN: CZ0005081653) - vyřazeno v roce 2001[34]
- Škoda Plzeň (ISIN: CS0005041250) - vyřazeno v roce 2001
- IPS Skanska (ISIN: CZ0005110155)[35]
- Sklárny Kavalier (ISIN: CS0008414652) - vyřazeno v roce 2001[36]
- EZ Praha (ISIN: CS0005020858) - vyřazeno v roce 2001[36]
- Hotel InterContinental Praha (ISIN: CZ0008436151) - vyřazeno v roce 2001[36]
- Karlovarské minerální vody (ISIN: CZ0009033452) - vyřazeno v roce 2001[36]
- Jihomoravská energetika (ISIN: CZ0005077958) - vyřazeno v roce 2000[37]
- Jihomoravská plynárenská (ISIN: CZ0005078956) - vyřazeno v roce 2000[37]
- Mostecká uhelná společnost (ISIN: CZ0005100057) - vyřazeno v roce 2000[37]
- Škoda Praha (ISIN: CS0005006857) - vyřazeno v roce 2000[37]
- Vodní stavby Praha (ISIN: CS0005020957) - vyřazeno v roce 2000[37]
- BVV Brno (ISIN: CS0008412854) - vyřazeno v roce 2000[37]
- Elektrárny Opatovice (ISIN: CS0008447850) - vyřazeno v roce 2000[37]
- DEZA (ISIN: CS0008414058) - vyřazeno v roce 2000[37]
- Pivovar Radegast (ISIN: CS0008464350) - vyřazeno v roce 2000[37]
- Investiční a poštovní banka (ISIN: CZ0008002854) - vyřazeno v roce 2000[37]

## Obchodování s indexem
Protože se index skládá z nízkého počtu firem, pro určení jeho vývoje lze efektivně použít fundamentální analýzu a sledovat vývoj všech společností. Je možné se zaměřit na poslední hospodářské výsledky, kauzy okolo společností apod., což může napovědět jeho budoucí vývoj. Na index má vliv i vývoj české koruny. Pro přesné určení doby nákupu nebo prodeje nebo pro krátkodobé obchody je možné využít technickou analýzu.
Jeho výhodou oproti zahraničním indexům je obchodování v českých korunách (odpadá tedy měnové riziko) a během běžné pracovní české doby - od 9:00 do 16:28 v pracovní dny. Výhodou je také to, že díky malému počtu společností, které obsahuje, je docela snadné sledovat jejich fundamenty.